# Satiah
Satiah (también, Sitiah, Sitioh; “Hija de la Luna”) fue una reina consorte del Antiguo Egipto, la  Gran Esposa Real de Tutmosis III.

## Familia
|             |     |   |
| \| \| \| \| |     |   |
|             |     |   |
| N12         | G39 | t |

| N12 | G39 | t |

|             |     |   |
| \| \| \| \| |     |   |
|             |     |   |
| N12         | G39 | t |

| N12 | G39 | t |

|             |     |   |
| \| \| \| \| |     |   |
|             |     |   |
| N12         | G39 | t |

| N12 | G39 | t |

|             |     |   |
| \| \| \| \| |     |   |
|             |     |   |
| N12         | G39 | t |

| N12 | G39 | t |

Satiah era hija de la niñera real Ipu. Es probable que su padre fuera el alto funcionario Ahmose Pen-Nekhebet. No se conoce ningún hijo de Satiah, aunque probablemente el príncipe Amenemhat – hijo mayor de Tutmosis, que murió en algún momento de los 35 años de reinado de su padre – fuera su hijo.
Satiah murió durante el año 24 del reinado de su marido y Meritra Hatshepsut la sucedió como Gran Esposa Real de Tutmosis.

## Biografía
Los títulos de Satiah incluyen: la Esposa del Rey (hmt-nisw), La Esposa del Gran Rey (hmt-niswt-wrt) y La Esposa del dios (hmt-ntr).
Satiah está atestiguada en varios sitios. En Abidos el texto en una mesa de ofrendas menciona a su madre, la “niñera del dios” Ipu. La mesa de ofrendas fue dedicada por el sacerdote lector Therikiti. La cabeza de un hacha de bronce votiva (?) (Ahora en el Museo de El Cairo), inscrita con el nombre de la reina Sitiah, se encontró también en Abidos.
En el templo de Montu en Tod una estatua de la reina fue dedicada por Tutmosis III después de su muerte (la estatua se exhibe en el Museo de El Cairo).
La reina Sitiah aparece detrás de la reina Meritra Hatshepsut y Tutmosis III en un pilar en la tumba del rey (KV34). Detrás de la reina Sitiah están la Esposa del Rey Nebtu y la Hija del Rey Nefertari.
Satiah aparece ante Tutmosis III en un relieve de Karnak.
Una estela en el Museo de El Cairo muestra a Satiah de pie detrás de Tutmosis III.